# Guitrancourt
Guitrancourt là một xã thuộc tỉnh Yvelines, trong vùng Île-de-France, Pháp, cự ly khoảng 7 km về phía đông bắc của Mantes-la-Jolie.
Người dân địa phương trong tiếng Pháp gọi là Guitrancourtois.

## Địa lý

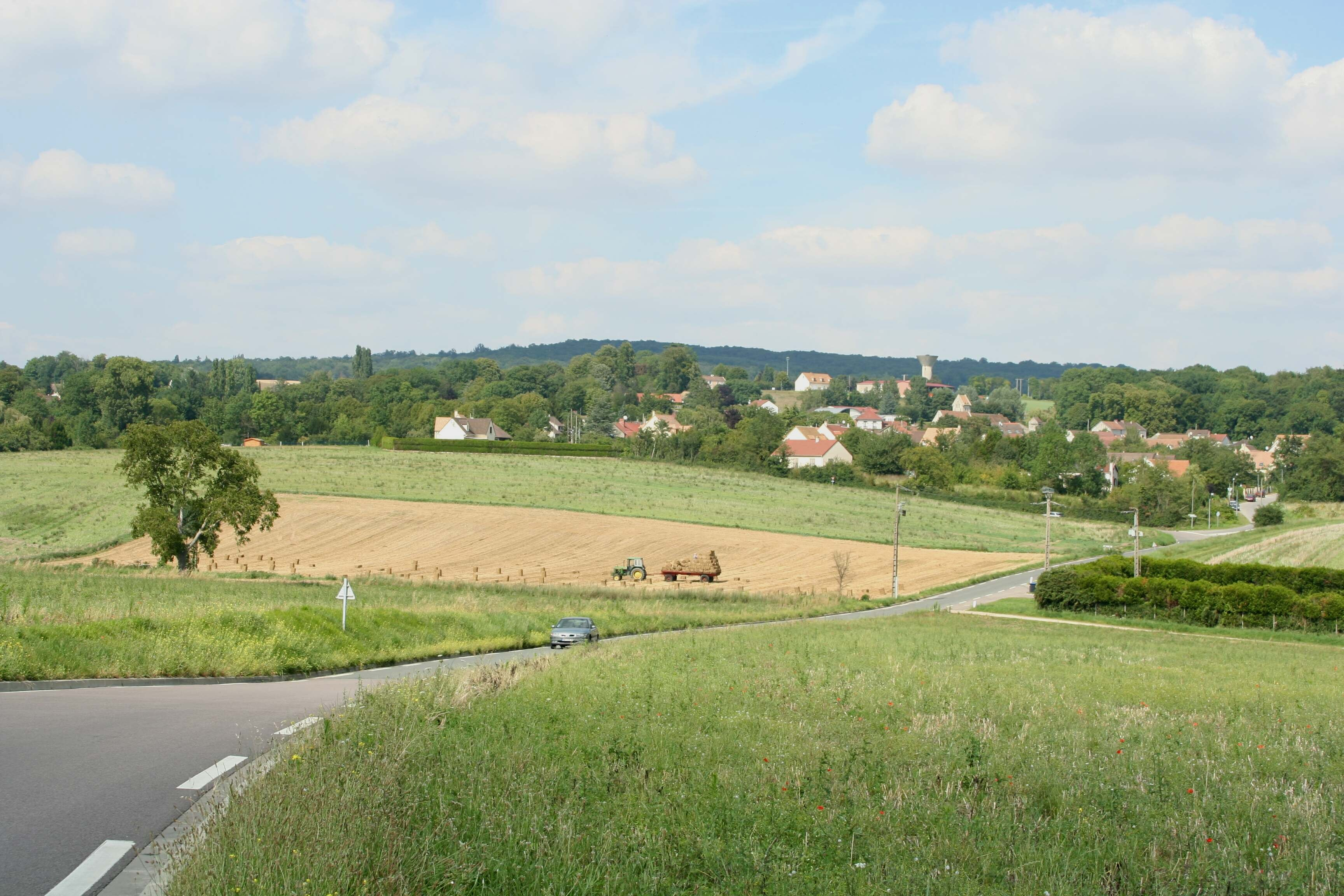
Cảnh quan xã

Nằm ở phía bắc của tỉnh Yvelines, Guitrancourt là một xã nông nghiệp. Các xã giáp ranh là: Fontenay-Saint-Père và Limay về phía tây, Brueil-en-Vexin về phía đông bắc, Issou về phía đông và Porcheville về phía nam.